# إماجن دراغونز
إماجن دراغونز (بالإنجليزية: Imagine Dragons) هيَّ فرقة روك أمريكية من لاس فيغاس، نيفادا. تتكون حاليًا من المغني دان رينولدس، وعازف الجيتار واين سيرمون، وبن مكي، وعازف الطبل دانييل بلاتزمن. اكتسبت الفرقة الشهرة من إطلاق ألبومهم نايت فيجنز وذلك مع بداية ظهورهم في 2012م وكانت أول أغنية من الألبوم «إتس تايم». أدرجت مجلة بيلبورد فرقة إماجن دراجونس في أعلى قائمة «سنة في موسيقى الروك» لعام 2013م وأطلقت على الفرقة اسم «الفرقة المنطلقة لعام 2013م». رولينغ ستون أطلقت على أغنية «راديواكتيف» من ألبوم نايت فيجنز «أكثر أغنية روك نجاحًا لهذه السنة»، بينما إم تي في أطلقت عليهم اسم «أكبر فرقة مُنطلقة». وصل ألبوم نايت فيجنز إلى رقم 2 على قائمة بيلبورد 200 واللائحة الأسبوعية للألبومات الأعلى مبيعًا في المملكة المتحدة.
أطلق الفريق أحدث ألبوماتهم في سنة 2017 تحت عنوان «تطور» (بالإنجليزية: evolve) وحمل هذا الأخير عددا من الأغاني كان أهمها أغنية «الرعد» (بالإنجليزية: Thunder) التي تم أطلاقها في شهرمايو من نفس العام وحاز الفيديو الموسيقي الذي تم تصويره في دبي علي نقد إيجابي وتخطي حاجز المليار مشاهدة علي موقع يوتيوب وكان من إخراج «جوزيف كان».

## التاريخ

### 2008-2011: تغييرات الطاقم والأسطوانات المطولة الأولى
في عام 2008، قابل المغني الرئيسي دان رينولدس عازفَ الطبل أندرو تولمان في جامعة بريغام يونغ حين كانا طالبَين. عيّن رينولدس وتولمان كلًّا من أندرو بيك وديف ليمكي وأورورا فلورنس للعزف على الغيتار والبيس والبيانو في الفرقة، على الترتيب. يُعد اسم الفرقة لفظًا مقلوبًا لعبارة لا يعرفها سوى أفرادها، وقد ذكر رينولدس أن الجميع قد وافقوا عليه. سجّل الأعضاء الخمسة نسخًا تجريبيةً ونشروها على موقع ماي سبيس في ذلك العام، لكن بيك وفلورنس غادرا الفرقة في وقت لاحق من نفس العام. في عام 2009، عيّن تولمان صديقه القديم من المدرسة الثانوية واين سيرمون، الذي تخرج في كلية باركلي للموسيقى، لعزف الغيتار. عيّن تولمان لاحقًا زوجته بريتني تولمان لتكون مغنية مساعدة وعازفة، وبدأت الفرقة بأداء العروض مجددًا. غادر ليمكي الفرقة بعد فترة قصيرة، فعيّن سيرمون طالبًا آخر من كلية باركلي للموسيقى اسمه بن مكي لينضم للفرقة عازفًا للبيس ويكمل الطاقم. جمع أعضاء الفرقة عددًا كبيرًا من المتابعين في بلدتهم الأصلية بروفو، يوتا قبل أن ينتقلوا إلى لاس فيغاس، مسقط رأس دان رينولدس، حيث سجلت الفرقة وأصدرت أول ثلاث أسطوانات مطولة.
أصدرت الفرقة أسطوانة مطولة تحمل اسمها إماجن دراجونس في الأول من سبتمبر عام 2009، وأسطوانة هيل آند سايلنس في العاشر من مارس عام 2010، وقد سُجلت كلتاهما في استديوهات باتل بورن في لاس فيغاس. بعد ستة أشهر من إصدار أسطوانتهم المطولة الثالثة إتس تايم في 12 مارس عام 2011، وقّعوا عقد تسجيل مع شركة إنترسكوب ريكوردز في 18 نوفمبر عام 2011.
نالت الفرقة فرصتها الكبيرة حين مرِضَ بات موناهان المغني الرئيسي لفرقة تراين مباشرةً قبل مهرجان بايت أوف لاس فيغاس لعام 2009. استُدعيت إماجن دراجونس لملء الشاغر وقدّمت عرضًا أمام حشدٍ يتجاوز 26,000 شخص. حصلت الفرقة على عدة جوائز مفيدة في مسيرتها، من بينها «أفضل قرص مضغوط لعام 2011» (فيغاس سيفين)، و«أفضل فرقة مستقلة محلية 2010» (لاس فيغاس ويكلي)، و«أفضل أداء حي في لاس فيغاس لا بد من مشاهدته» (لاس فيغاس سيتي لايف)، وقمة فيغاس الموسيقية الرئيسية لعام 2010، وغيرها. في شهر نوفمبر من عام 2011، وقّع أفراد الفرقة عقدًا مع إنترسكوب ريكوردز وباشروا العمل مع المنتج أليكس دا كيد الحائز على جائزة غرامي الإنجليزية. في النهاية، غادر الزوجان تولمان الفرقة. عيّن بن مكي عازفَ الطبل دانييل بلاتزمن وعازفة الأورغ تيريزا فلامينيو في شهر أغسطس من عام 2011، قبل صفقة علامة الفرقة في نوفمبر عام 2011. غادرت فلامينيو الفرقة في وقت قريب من توقيع العقد مع إنترسكوب، تاركةً إياها مكونة من أربعة أفراد.

### 2012-2014:نايت فيجنز
عملت الفرقة بصورة وثيقة مع أليكس دا كيد، وسجّلت معه أول إصدار ذي علامة كبرى في استديوهات ويست ليك ريكوردينغز في ويست هوليوود، كاليفورنيا.
أُصدِرت الأسطوانة المطولة كونتنيود سايلنس رقميًّا في 12 فبراير عام 2012 ووصلت إلى المرتبة 40 في تصنيف بيلبورد 200. أصدرت الفرقة أيضًا أسطوانة مطولة بعنوان هير مي في عام 2012.
بعد فترة قصيرة، صدرت الأغنية المنفردة «إتس تايم» ووصلت إلى المرتبة 15 في تصنيف بيلبورد هوت 100. عُرضت الأغنية المصوَّرة في 17 أبريل عام 2012 على جميع القنوات التابعة لـ إم تي في ورُشحت بعد ذلك لإحدى جوائز إم تي في للفيديو الموسيقي ضمن فئة «أفضل فيديو روك». نالت أغنية «إتس تايم» جائزة الأغنية المنفردة البلاتينية ×7 من قبل رابطة صناعة التسجيلات الأمريكية.
انتهت الفرقة من تسجيل ألبومها الأول نايت فيجنز في صيف عام 2012 في استديو إكس ضمن منتجع بالمز كازينو وأطلقت الألبوم في الولايات المتحدة بتاريخ 4 سبتمبر من عام 2012. وصل الألبوم إلى المرتبة الثانية في تصنيف بيلبورد 200 وفاقت المبيعات خلال الأسبوع الأول 83,000 نسخة، ليحتل بذلك أعلى مركز بين ألبومات الروك الأولى منذ عام 2006. وصل الألبوم أيضًا إلى المرتبة الأولى في تصنيفَي بيلبورد للألبوم البديل وألبوم الروك وكان من ضمن العشر الأوائل في تصنيفات الألبومات الأسترالية، والنمساوية، والكندية، والهولندية، والألمانية، والأيرلندية، والنرويجية، والبرتغالية، والاسكتلندية، والإسبانية، والبريطانية. فاز الألبوم بإحدى جوائز بيلبورد الموسيقية كأفضل ألبوم روك ورُشح لجائزة جونو لألبوم العام العالمي. نال نايت فيجنز الجائزة البلاتينية في الولايات المتحدة من قبل رابطة صناعة التسجيلات الأمريكية وكذلك الأمر في أستراليا، والنمسا، والبرازيل، وكندا، والمكسيك، ونيوزيلندا، وبولندا، والبرتغال، والسويد، وسويسرا، والمملكة المتحدة. تضمّن الألبوم ثلاث أغانٍ وصلت إلى تصنيف بيلبورد توب 40، وأربع أغانٍ في تصنيف أريا توب 40، وخمس أغانٍ في تصنيف يو كي توب 40 (تصنيف المملكة المتحدة لأفضل 40 أغنية).
احتلت الأغنية المنفردة الثانية من الألبوم «راديوأكتيف» المرتبةَ الأولى في تصنيف بيلبورد للأغاني البديلة، وتصنيف بيلبورد لأغاني الروك، وتصنيف الأغاني المنفردة السويدية، وحققت المبيعات أكثر من 14 مليون أغنية منفردة في الولايات المتحدة، لتكونَ بذلك من بين أكثر 3 أغانٍ مباعة رقميًّا على الإطلاق. حطّمت أيضًا الرقم القياسي لأطول مدة تشغيل لأغنية في تصنيف بيلبورد هوت 100 بلغت 87 أسبوعًا قبل أن يُحطَّمَ هذا الرقم مجددًا بأغنية «بلايندينغ لايتس» لفرقة ذا ويكند.

## الأغاني
| السنة | الاغنية             |
| ----- | ------------------- |
| 2012  | أمستردام            |
| 2015  | Battle Cry          |
| 2012  | ديمون (روح شريرة)   |
| 2012  | Hear Me             |
| 2015  | I Bet My Life       |
| 2015  | I'm So Sorry        |
| 2012  | It's Time           |
| 2015  | Monster             |
| 2014  | My Fault            |
| 2013  | on top of the world |
| 2014  | My Fault            |
| 2015  | Gold                |
| 2015  | Warriors            |
| 2013  | Radioactive         |
| 2017  | Believer            |
| 2018  | Natural             |
| 2021  | enemy               |

## الألبومات
1. Night Visions (2012)
2. Smoke+Mirrors (2015)
3. Evolve (2017)
4. Origins (2018)

## روابط خارجية
- إماجن دراغونز على موقع IMDb (الإنجليزية)
- إماجن دراغونز على موقع ميوزك برينز (الإنجليزية)
- إماجن دراغونز على موقع رولينغ ستون (الإنجليزية)
- إماجن دراغونز على موقع أول ميوزيك (الإنجليزية)
- إماجن دراغونز على موقع ديسكوغز (الإنجليزية)